# Нионго, Лупита
Лупи́та Амо́нди Нио́нго (англ. Lupita Amondi Nyong'o; род. 1 марта 1983, Мехико, Мексика) — кенийско-мексиканская актриса театра и кино, лауреатка премии «Оскар» и «Эмми», также номинировалась премии на «Тони» и «Золотой глобус».

## Ранняя жизнь, образование и семья
Лупита Нионго родилась в Мехико, Мексика, но выросла в Кении, откуда родом были её родители, мать Дороти Огада Буйу и её отец — известный кенийский учёный и политик, профессор Университета Найроби Питер Анианг Нионго. Семья на некоторое время покинула Кению в 1980 году из-за политических репрессий и беспорядков в стране; брат Питера, Чарльз Нионго, исчез после того, как его сбросили с парома в 1980 году.
Нионго имеет двойное гражданство: кенийское и мексиканское и идентифицирует себя как «кенийско-мексиканка». Со стороны двух родителей Лупита происходит из народа Луо и является второй из шести детей. У народа Луо есть традиция называть ребёнка в честь событий дня, поэтому родители дали ей испанское имя Лупита (что является диминутивом от Гваделупе). Её отец был депутатом парламента Кении и министром здравоохранения страны, в настоящее время является губернатором округа Кисуму, Кения. На момент рождения Нионго, он был приглашённым лектором по политологии в El Colegio de México в Мехико.
Семья вернулась в родную Кению, когда Нионго было меньше года, после того как её отец был назначен профессором в Университет Найроби. Она выросла в основном в Найроби, в артистической семье, и описывает своё воспитание как «провинциальное, принадлежащее среднему классу». Семейные посиделки часто включали выступления детей и походы в театр на пьесы. Она училась в Международной школе Русинга в Кении и играла в школьных пьесах.
В возрасте 14 лет Нионго дебютировала на профессиональной сцене в роли Джульетты в пьесе Уильяма Шекспира «Ромео и Джульетта» в постановке базирующейся в Найроби репертуарной компании «Phoenix Players». Будучи членом «Phoenix Players», она также участвовала в постановках «The Razzle» и «There Goes The Bride». Она считает, что выступления Вупи Голдберг и Опры Уинфри в фильме «Цветы лиловые полей» вдохновили её на профессиональную актёрскую карьеру.
Когда Нионго было 16 лет, родители отправили её на семь месяцев в Мексику изучать испанский язык. В течение этих семи месяцев она жила в Таско-де-Аларкон, штат Герреро, и посещала занятия в учебном центре для иностранцев Национального автономного университета Мексики. Позже Нионго поступила в школу Святой Марии в Найроби, где в 2001 году получила диплом бакалавра и получила средний балл 6 из 7, заняв второе место в своём классе. Она уехала учиться в Соединённые Штаты, окончив Хэмпширский колледж с учёной степенью в области изучения театра и кино.
В 2013 году её отец был избран представлять округ Кисуму в Сенате Кении, а к 2017 году стал губернатором. Мать Нионго является управляющим директором «Африканского фонда борьбы с раком» и её собственной коммуникационной компании. Среди других членов семьи — Тавиа Нионго, учёный и профессор Нью-Йоркского университета; Омонди Нионго, детский офтальмолог из Пало-Альто, Калифорния, США; Кваме Нионго, один из ведущих аниматоров Кении и ведущий эксперт по технологиям; Айсис Нионго, лидер в области медиа и технологий, которая была названа журналом «Forbes» одной из самых влиятельных молодых женщин Африки.

## Карьера

### 2005—2015: Ранние работы и прорыв
Нионго начала свою карьеру, работая в составе съёмочной группы нескольких фильмов, в том числе «Преданный садовник» Фернанду Мейреллиша (2005), «Тёзка» Миры Наир (2006) и «Где Бог оставил свою обувь» Сальваторе Стабиле (2007). Она упоминает Рэйфа Файнса, британскую звезду «Постоянного садовника», как человека, который вдохновил её на профессиональную актёрскую карьеру. В 2008 году Нионго снялась в короткометражном фильме «Ист-Ривер» режиссёра Марка Грея, снятом в Бруклине. В том же году она вернулась в Кению и появилась в кенийском телесериале «Шуга», драма MTV Base Africa/ЮНИСЕФ о профилактике ВИЧ/СПИДа. В 2009 году она написала сценарий, срежиссировала и спродюсировала документальный фильм «В моих генах» о дискриминационном обращении с альбиносами в Кении. Фильм был показан на нескольких кинофестивалях и получил первый приз на Five College Film Festival в 2008 году. Нионго также выступила режиссёром музыкального клипа «The Little Things You Do» группы Wahu с участием Боби Вайна, который был номинирован на премию «Лучшее видео» на MTV Africa Music Awards 2009.
Нионго поступила на магистерскую программу по актёрскому мастерству в Йельскую школу драмы. В Йельском университете она участвовала во многих театральных постановках, в том числе в «Доктор Фаустус зажигает свет» Гертруды Стайн, «Дядя Ваня» Чехова, «Укрощении строптивой» и «Зимней сказке» Уильяма Шекспира. Во время учёбы в Йельском университете она получила премию Гершела Уильямса в 2011-12 учебном году как «студентка актёрского мастерства с выдающимися способностями».
Сразу после окончания Йельского университета Нионго получила свою прорывную роль, в исторической драме Стива Маккуина «12 лет рабства» (2013). Фильм, получивший широкое признание критиков, основан на жизни Соломона Нортапа (его играет Чиветел Эджиофор), свободнорожденного афроамериканца из северной части штата Нью-Йорк, который был похищен и продан в рабство в Вашингтоне, округ Колумбия, в 1841 году. Нионго изобразила Пэтси, рабыню, которая работает бок о бок с Нортапом на хлопковой плантации в Луизиане; её игра получила восторженные отзывы. Обозреватель «Empire» Иэн Фрир написал, что у неё «один из самых ярких дебютов на большом экране, которые только можно себе представить», а Питер Трэверс из «Rolling Stone» назвал её «эффектной молодой актрисой, которая придаёт Пэтси твёрдость характера и лучезарную грацию». За эту роль она была номинирована на несколько наград, в том числе на премию «Золотой глобус» за лучшую женскую роль второго плана, премию BAFTA за лучшую женскую роль второго плана и две Премии Гильдии киноактёров, в том числе за лучшую женскую роль второго плана, которую она выиграла. Она также получила премию «Оскар» за лучшую женскую роль второго плана, став шестой чернокожей актрисой, получившей эту награду. Синее платье от Prada, в котором она была одета на церемонию награждения, привлекло значительное внимание средств массовой информации и получило признание, став одним из классических нарядов для красной дорожки в истории Голливуда. Она стала второй африканской актрисой, получившей эту награду, первой кенийской актрисой, получившей «Оскар», и первой мексиканкой, получившей эту награду. Она также стала пятнадцатой актрисой, получившей премию «Оскар» за дебютную роль в кино.

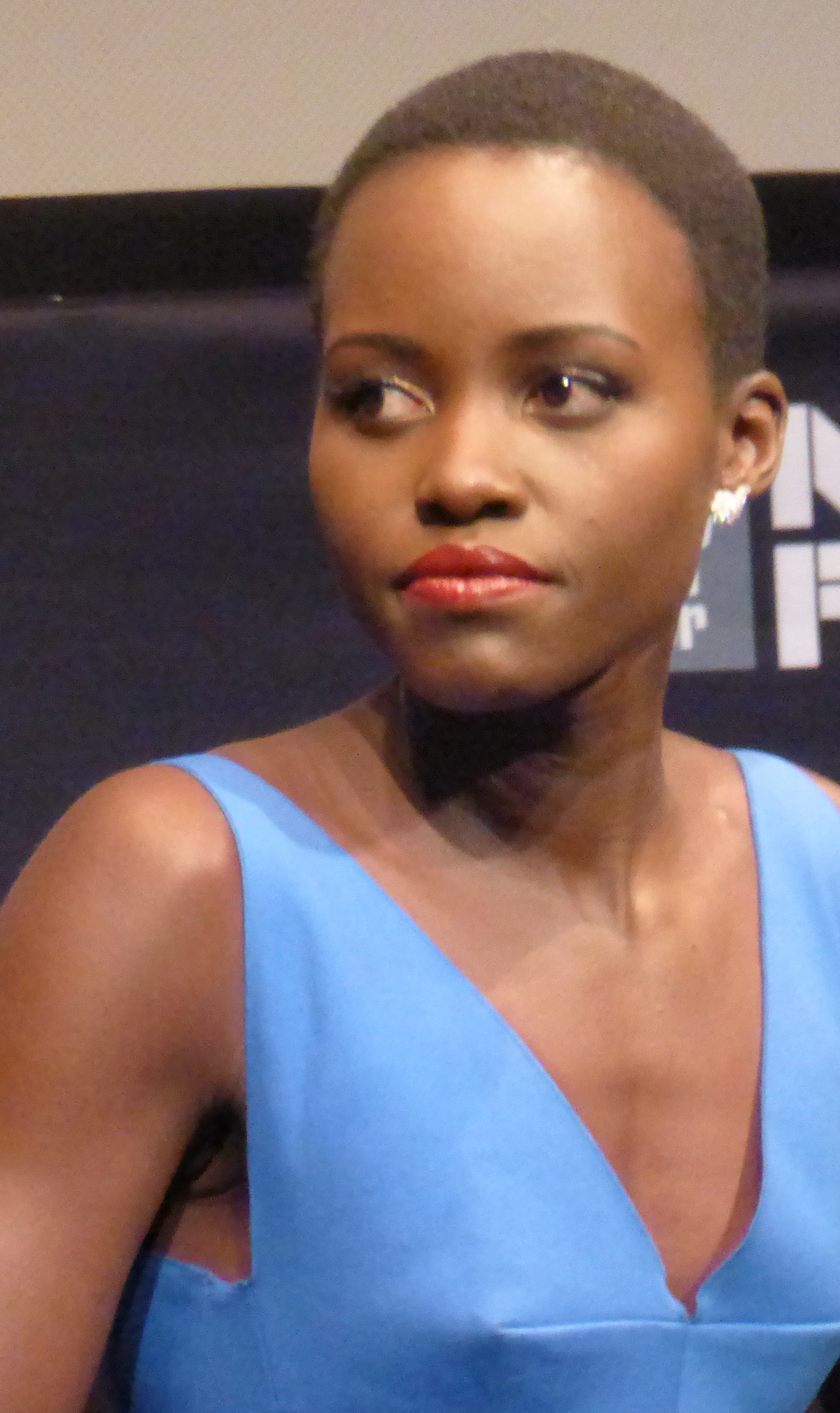
Нионго в 2013 году

После роли второго плана в боевике «Воздушный маршал» (2014), Нионго снялась в фильме «Звёздные войны: Пробуждение силы» (2015) в роли космического пирата Маз Каната, персонажа, созданного с использованием технологии захвата движения. Она хотела сыграть роль, в которой её внешность не имела бы значения, и актёрская игра стала для неё вызовом, отличным от роли Пэтси. Скотт Мендельсон из «Forbes» назвал роль Нионго «центральной в лучшем эпизоде фильма», а Стефани Захарек из журнала «Time» назвала её «восхитительным второстепенным персонажем». За свою роль она была номинирована в категории «Лучшая женская роль второго плана» на 42-й церемонии вручения премии «Сатурн» и «Лучшее виртуальное исполнение» на «MTV Movie Awards» 2016.
В 2015 году Нионго вернулась на сцену с главной ролью безымянной девушки в пьесе «Затмение», написанной Данай Гурирой. Действие пьесы разворачивается во время хаоса Второй гражданской войны в Либерии, когда плененные жены офицера-повстанца объединяются в сообщество, до тех пор, пока баланс их жизни не нарушится из-за появления новой девушки (её играет Нионго). «Затмение» стало самой продаваемой новой пьесой Общественного театра в новейшей истории и принесло Нионго премию Obie Award за лучшее выступление. Премьера пьесы состоялась на Бродвее в театре Джона Голдена в следующем году. Это была первая премьера пьесы на Бродвее с участием чернокожих актёров и съёмочной группы, состоящей исключительно из женщин. Нионго недоучила пьесу в Йельском университете в 2009 году и была в ужасе от того, что ей придётся играть эту героиню на сцене. Она отказалась от ролей в кино в пользу постановки. Её выступление получило высокие оценки критиков; Чарльз Ишервуд из «The New York Times» назвал Нионго «одной из самых ярких молодых актрис, которых можно было увидеть на Бродвее в последние сезоны», и добавил, что она «излучает сострадание, которое заставляет нас видеть за страданиями неукротимую человечность её персонажей». «Затмение» принесло ей премию «Театральный мир» за выдающийся дебют на Бродвее или офф-Бродвее и номинацию на премию «Тони» за лучшую женскую роль в пьесе. Также, она была номинирована на премию «Outer Critics Circle Awards» как «Лучшая актриса в пьесе» и на Премию Лиги Драмы за выдающуюся актёрскую работу.

### 2016—н.в.Карьерный рост

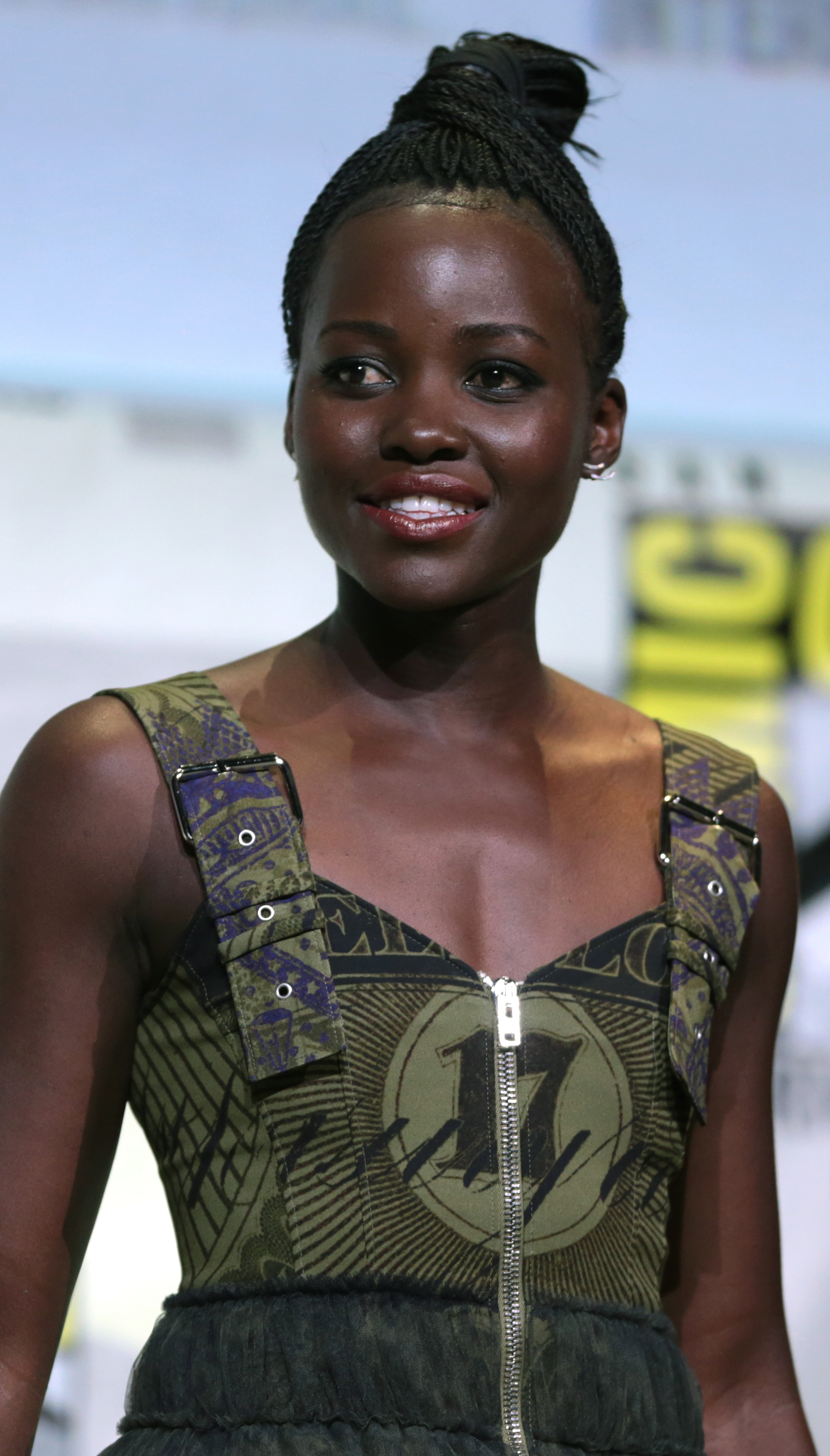
Нионго в 2016 году на San Diego Comic-Con International

Нионго снялась в фильме Джона Фавро «Книга джунглей» (2016), компьютерной адаптации оригинального мультфильма 1967 года, озвучивая Ракшу, волчицу-мать, которая усыновляет Маугли (его играет Нил Сети). Робби Коллин из «The Telegraph» написал в своей рецензии, что Нионго привнесла в свою роль «мягкое достоинство». Позже она снялась в фильме Миры Наир «Королева из Катве» (2016), биографическом фильме, основанном на реальной истории о восхождении молодой шахматистки-вундеркинда угандийского происхождения, Фионы Мутези (её играет Мадина Налванга), которая становится женщиной-кандидатом в мастера после своих выступлений на Всемирной шахматной олимпиаде. Нионго сыграла заботливую мать Фионы, Накку Харриет. Брайан Таллерико из «RogerEbert.com» сказал: «Нионго феноменальна. У неё невероятная способность передавать предысторию». Джефф Беркшир из «Variety» написал: «Она просто великолепна в своей первой роли в кино после получения „Оскара“ в фильме „12 лет рабства“ […] [Нионго] наполняет то, что могло бы быть обычной фигурой матери, таким внутренним огнём, что Харриет чувствует себя достойна собственного фильма».
Нионго повторила свою роль Маз Канаты в фильме Райана Джонсона «Звёздные войны: Последние джедаи» (2017), а также в мультсериале «Звёздные войны: Силы Судьбы». В следующем году она снялась в роли шпионки Накии, бывшей участницы Доры Миладже, команды женщин, которые служат в спецназе Ваканды и личных телохранителях Т’Чаллы / Чёрной пантеры (Чедвик Боузман), в супергеройском фильме Райана Куглера «Чёрная пантера» (2018), который стал восемнадцатым фильмом в кинематографической вселенная Marvel. Готовясь к этой роли, Нионго научилась говорить на коса и занималась дзюдо, джиу-джитсу, силатом, и обучение филиппинским боевым искусствам. Дэвид Бетанкур из «The Washington Post» написал, что «фильм поднимает супергеройское кино на небывалый уровень, не боясь принять его черноту», и особенно похвалил Нионго за то, что она избегает стереотипных изображений чернокожей исполнительницы главной роли, заявив, что она «наносит удары, стреляет из пистолетов и покоряет сердца в роли, для которой она, кажется, рождена». «Чёрная пантера» собрала в мировом прокате более 1,34 миллиарда долларов и стала одиннадцатым самым кассовым фильмом всех времен. За эту роль Нионго получила номинацию на премию «Сатурн» в категории «Лучшая киноактриса».
После успеха «Чёрной пантеры» Нионго снялась в роли воспитательницы детского сада, которая борется с зомби-апокалипсисом, в комедийном фильме ужасов «Маленькие чудовища» (2019). Эми Николсон из «Variety» написала, что «невозмутимый юмор и грация Нионго облагораживают фарс». В 2019 году на фестивале South by Southwest состоялась премьера её следующего релиза — психологического фильма ужасов Джордана Пила «Мы». В ней рассказывается история семьи, столкнувшейся лицом к лицу со своими доппельгангерами. Эмили Йошида из «Vulture» назвала двойную роль Нионго «поразительной» и сочла её исполнение роли двойника «достижением на другом уровне; физическое, вокальное и эмоциональное исполнение настолько хирургично в своей сверхъестественности, что кажется, будто это не могло быть работой человека из плоти и крови». Фильм собрал в мировом прокате более 255 миллионов долларов при своем бюджете в 20 миллионов долларов. На «Хэллоуинскую ночь ужасов» студии Universal Studios Hollywood Нионго посетила лабиринт, вдохновлённый фильмом, и появилась внутри аттракциона в костюме своей героини Рэд. Нионго была номинирована на премию Гильдии киноактёров за выдающуюся женскую роль в главной роли и получила премию NAACP Image Award за лучшую женскую роль.
Также в 2019 году Нионго выступила рассказчиком в документальном сериале Discovery Channel «Серенгети», посвящённого дикой природе в экосистеме Серенгети. Нионго рассказала о нехватке африканских женщин, снимающихся в документальных фильмах о природе, и о том, как команда «Серенгети» поощряла её использовать в сериале свой родной кенийский акцент. Она получила свою первую номинацию на премию прайм-тайм «Эмми» на 72-й церемонии награждения за выдающееся повествование, что сделало её третьей чернокожей женщиной, номинированной в этой категории. Она также была номинирована на премию NAACP Image Award за озвучку персонажей. Она была ведущей документального фильма «Женщины-воительницы с Лупитой Нионго» на Channel 4, в котором она отправилась в путешествие по Бенину, Западная Африка, на поиски дагомейских амазонок. Она покинула фильм «Королева-воин», в котором ранее снималась примерно во время съёмок этого документального фильма. Нионго в третий раз исполнила роль Маз Канаты в фильме «Звёздные войны: Скайуокер. Восход», который стал заключительной частью трилогии сиквелов «Звёздных войн». Она появилась на организованном «Мировым гражданством» телевизионном мероприятии «Вместе дома» и приняла участие в радиопостановке «Ричард II», организованной Общественным театром и WNYC, в качестве рассказчика. Нионго снялась в музыкальном фильме Бейонсе «Black Is King», премьера которого состоялась на канале Disney+ в июле 2020 года.
Компания Нионго сотрудничала с медиа-стартапом Kukua из Найроби в поддержку проекта YouTube Originals на тему STEM «Супер Сема» (2021), который стал первым в Африке детским мультсериалом о супергероях. «Супер Сема» рассказывает о приключениях необыкновенной молодой африканской девушки Семы, которая живёт в неоафриканско-футуристическом сообществе Дуния. Нионго является исполнительным продюсером и актрисой озвучивания в сериале. Впоследствии она снялась вместе с Хуаном Кастано в двуязычной радиопостановке Сахима Али «Ромео и Джульетта» (2021). Она также выступила диктором для документального фильма Apple TV+ «Кто ты, Чарли Браун?» (2021), основанного на истории происхождения Peanuts и его создателя Чарльза М. Шульц. Нионго стала победительницей в номинации «Лучшее мини-выступление в детской программе» на 48-й дневной премии «Эмми» за участие в телесериале Netflix «Закладки: прославление чёрных голосов» (2020). В 2021 году Нионго повторила свою роль диктора в сериале «Серенгети» (2019), где она получила свою вторую номинацию на прайм-тайм премию «Эмми».
В следующем году Нионго снялась в шпионском триллере Саймона Кинберга «Код 355» (2022) вместе с Джессикой Честейн, Пенелопой Крус, Фань Бинбин и Дианой Крюгер. Она также сыграла главную роль в анимационном ситкоме для взрослых Netflix «Отдел кадров» (2022) в роли Аши, волшебницы стыда, которая заинтересовала Лайонела. Позже Нионго сыграла роль Накии в фильме «Чёрная пантера: Ваканда навеки», продолжении оригинального фильма «Чёрная пантера», вышедшего в ноябре 2022 года.
Затем Нионго сыграла главную роль в приквеле фильма ужасов «Тихое место: День первый». Она также озвучила главную героиню анимационного фильма «Дикий робот».

## Личная жизнь
Нионго живёт в Лос-Анджелесе, переехав туда из Бруклина в июне 2023 года после пандемии COVID-19. Она свободно владеет английским, испанским, долуо и суахили. Нионго — агностик. 27 февраля 2014 года на ланче Essence Black Women in Hollywood в Беверли-Хиллз она выступила с речью о красоте чернокожих женщин и рассказала о своей неуверенности в себе в подростковом возрасте. Она сказала, что её взгляды изменились, когда она увидела, что южносуданская модель Алек Век добилась успеха.
В 2014 году Национальный фонд охраны памятников истории нанял Нионго для противодействия застройке, в том числе строительству нового стадиона низшей бейсбольной лиги, в районе Шокоу Боттом в Ричмонде, штат Виргиния. Исторический район, один из старейших в Ричмонде, был местом крупной работорговли до гражданской войны в США. 19 октября 2014 года Нионго направила письмо мэру Ричмонда Дуайту К. Джонсу, которое она разместила в социальных сетях, попросив его отказаться от поддержки предложения о разработке. Позже она озвучила цветок в кампании «Природа говорит сама за себя», организованной организацией Международное общество сохранения природы.
В июне 2015 года Нионго вернулась в Кению и объявила, что будет выступать в защиту слонов во всём мире совместно с международной природоохранной организацией WildAid, а также продвигать проблемы женщин, актёрское мастерство и искусство в Кении. WildAid объявила Нионго своим глобальным послом слонов.
Нионго сотрудничает с организацией Mother Health International, целью которой является оказание помощи женщинам и детям в Уганде путём создания местных родильных центров. Она сказала, что никогда особо не задумывалась о родовспоможении, пока её сестра не познакомила её с исполнительным директором MHI Рэйчел Заслоу. Нионго считала, что привлечение внимания к таким проблемам является её обязанностью как артистки. В 2016 году «Variety» наградил её за работу.
В апреле 2016 года Нионго совместно со своей организацией Wildaid запустила кампанию по борьбе с браконьерством «Сердца и Умы» в преддверии исторического события — поджога слоновой кости Службой охраны дикой природы Кении, которое произошло 30 апреля. Правительство Кении сожгло 105 тонн слоновой кости и 1,35 тонны рога носорога в знак демонстрации своей нетерпимости к браконьерам и контрабандистам, которые угрожают выживанию слонов и носорогов в дикой природе.

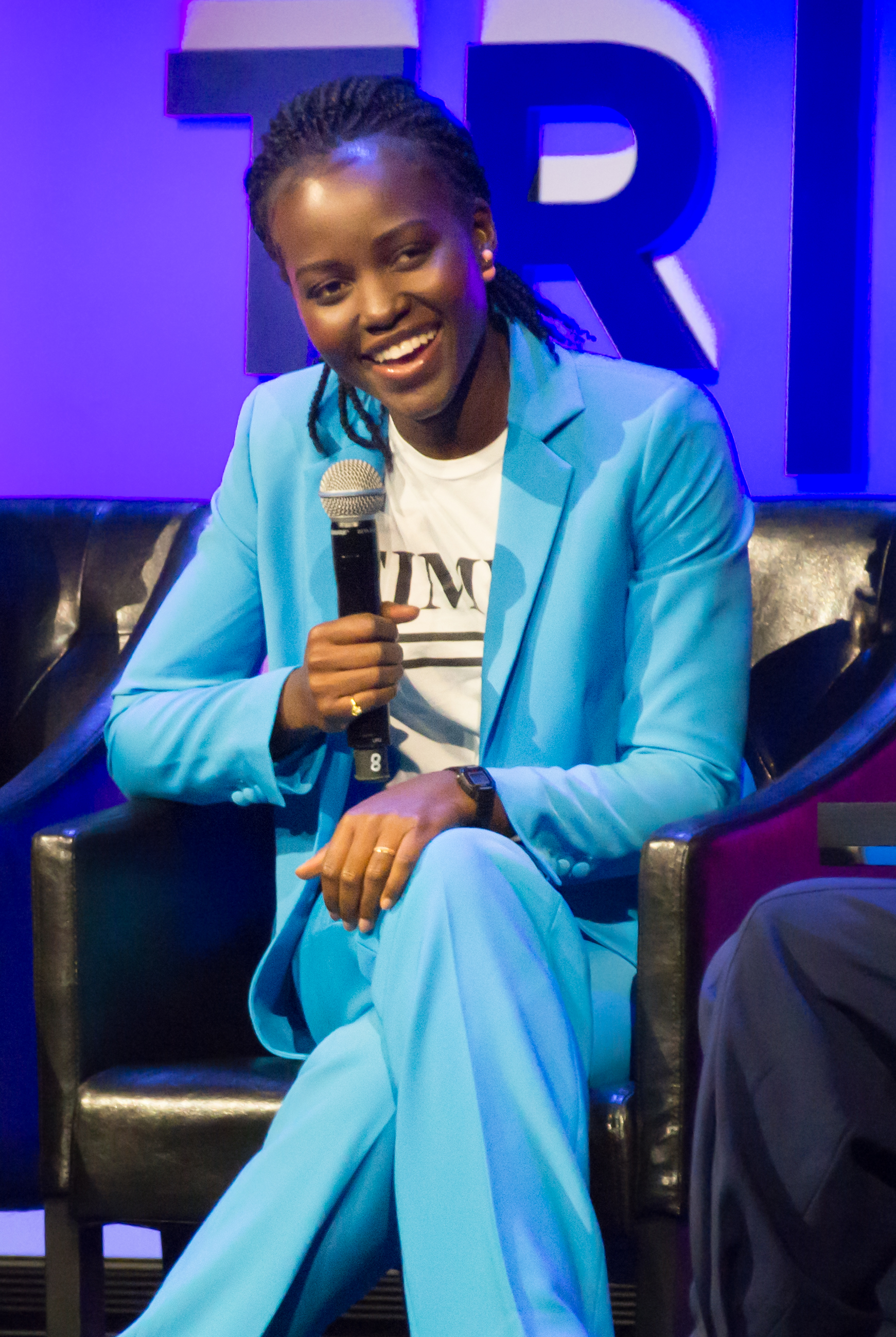
Нионго в 2018 году на мероприятии Time’s Up

В октябре 2017 года — на волне скандала с сексуальным насилием Харви Вайнштейна и движения MeToo — Нионго написала статью для «New York Times», в которой рассказала, что Вайнштейн дважды подвергал её сексуальным домогательствам в 2011 году, когда она была студенткой Йельского университета. После этого она поклялась никогда больше не работать с ним, поэтому отказалась от предложения сняться в фильме Вайнштейна «Левша» (2015). Далее она написала о своей приверженности работе с женщинами-режиссёрами, а также с мужчинами про-феминистами, которые не злоупотребляют своей властью. Статья Нионго вошла в сборник статей «New York Times» и «The New Yorker», который в 2018 году получил Пулитцеровскую премию за служение обществу.
Писательский дебют Нионго состоялся с книгой под названием «Сулве» (2019), которая издана издательством Simon & Schuster Books для юных читателей. «Сулве» («Луо» означает «звезда») — это история пятилетней кенийской девочки, у которой самый тёмный цвет лица в семье, в которой Нионго опиралась на свои собственные детские впечатления. Книга стала бестселлером номер один по версии «New York Times». «Сулве» был выбран для почётной премии иллюстратору на церемонии вручения Премии Коретты Скотт Кинг в 2020 году и получил награду за выдающуюся литературную работу для детей на церемонии вручения премии NAACP Image Awards в 2020 году.
В сентябре 2019 года Нионго стала послом кампании Майкла Корса «Watch Hunger Stop». В октябре Нионго и её мать были удостоены на маскараде Гарлемской школы искусств премии «Visionary Lineage Award». Затем, в ноябре, она была удостоена награды «WildAid» «Чемпион года».
В 2020 году Африканский центр объявил Нионго членом своего попечительского совета.
Она выразила солидарность с населением сектора Газа во время войны между Израилем и ХАМАСОМ в 2023 году. Нионго в составе группы под названием Artists4Ceasefire подписала письмо, призывающее президента США Джо Байдена и Конгресс немедленно прекратить огонь в Газе.

## В медиа
Нионго была упомянута в песне христианского рэпера Lecrae «Nuthin'» с его альбома «Anomaly» 2014 года, а Джей-Зи упомянул её в куплете из песни Jay Electronica «We Made It». Она также была упомянута в пародийной песне «American Apparel Ad Girls» дрэг-квин Уиллама Беллай, Кортни Акт и Аляски Тандерфак. В 2015 году Нионго была упомянута в песне «Nerea» кенийской афро-поп-группы Sauti Sol. Рэперша Ники Минаж упомянула Лупиту в своём куплете из ремикса A$AP Ferg на песню «Plain Jane», на который ссылается рэпер Wale в своей песне «Black Is Gold». Певица Бейонсе упомянула Нионго в сингле «Brown Skin Girl» из фильма «Король лев» (2019).
Нионго была включена в список самых хорошо одетых людей 2013 года по версии журнала Harper’s Bazaar, составленный Дереком Бласбергом. В 2014 году она была выбрана в качестве одного из лиц весенней кампании «Miu Miu» вместе с Элизабет Олсен, Эль Фэннинг и Беллой Хиткот. Она также появилась на обложках нескольких журналов, в том числе нью-йоркского весеннего модного выпуска и британского журнала Dazed & Confused. В апреле того же года она была названа журналом People «Самой красивой женщиной». и новым лицом Lancôme, что сделало её первой чернокожей женщиной, представившей бренд. Позже в ноябре того же года она была названа «Женщиной года» по версии журнала Glamour.
В июле 2014 года Нионго появилась на обложке журнала Vogue, став второй африканкой и девятой чернокожей женщиной, попавшей на обложку журнала. В том же месяце она также появилась на обложке июльского номера Elle (Франция). В октябре 2015 года она появилась на обложке журнала Vogue, что стало её второй обложкой подряд. В том же месяце конгрессмен Чарльз Рейнджел и Воза Риверс, глава New Heritage Theatre Group, объявили этот день официальным «Днем Лупиты Нионго» в Гарлеме, штат Нью-Йорк. Об этой чести было объявлено неожиданно во время открытой дискуссии между Нионго и активисткой движения за имидж Микаэлой Анджелой Дэвис в Mist Harlem.
Нионго была включена в голливудский выпуск журнала Энни Лейбовиц Vanity Fair за 2016 год. В мае 2016 года в ресторане Sardi’s в Нью-Йорке Нионго была удостоена карикатурного портрета за свой дебют на Бродвее. В июле того же года она была выбрана одной из первых знаменитостей, наряду с Эль Фэннинг, Кристи Терлингтон Бернс и Натали Вестлинг, для участия в осенней рекламной кампании Tiffany & Co. 2016, стилизованной Грейс Коддингтон. Нионго появилась на обложке журнала Vogue в октябре 2016 года, что стало её третьим снимком. В том же месяце она стала лауреатом премии Elle Women in Hollywood Awards 2016.
В январе 2017 года она появилась на обложке голливудского номера журнала Vanity Fair. Позже она появилась на обложке британского журнала The Sunday Times в октябрьском номере за 2017 год. В ноябре 2017 года она появилась на обложке британского журнала Grazia. Позже она выразила свое разочарование обложкой в социальных сетях из-за того, что изменила причёску в соответствии с европейскими стандартами того, как должны выглядеть волосы. Фотограф Ан Ле позже извинился в своем заявлении, сказав, что это была «невероятно серьёзная ошибка». Нионго часто говорит о своих «африканских кудряшках» и сотрудничает с парикмахером Верноном Франсуа, чтобы показать, насколько разнообразна текстура её волос.
В декабре 2017 года Нионго в четвёртый раз подряд попала на обложку журнала Vogue в январском номере за 2018 год, став первой чернокожей актрисой, сделавшей это. Она также была включена в Календарь Пирелли Тима Уокера на 2018 год с тематикой «Алиса в стране чудес» в качестве персонажа — Соня.
В июне 2018 года Торговая палата Голливуда объявила, что Нионго будет в числе тех, кто удостоится звезды на Голливудской «Аллее славы» в категории фильмов. В следующем месяце Нионго вместе с актрисой Сиршей Ронан снялись в рекламной кампании Calvin Klein для их нового аромата под названием «Calvin Klein Women». В рекламной кампании представлены яркие минималистичные портреты актрис, отмеченных наградами, а также женщин, которые вдохновляли их лично. В качестве своих вдохновителей Нионго назвала Эрту Китт и Кэтрин Хепберн. В октябре 2018 года Нионго вместе со своими коллегами по фильму «Чёрная пантера» Данай Гурирой и Анджелой Бассетт стала дважды лауреатом премии журнала Elle «Женщины в Голливуде». Нионго появилась на обложке испанского журнала Vogue за ноябрь 2018 года. В 2019 году Нионго удостоилась звезды на Голливудской «Аллее славы».
Нионго появилась на обложке октябрьского номера журнала Vanity Fair за 2019 год. В ноябре состоялся её музыкальный дебют с синглом «Sulwe’s Song», который она написала для своей книги «Sulwe». Она также была представлена в песне певицы Сиары «Melanin» под псевдонимом «Troublemaker» вместе с La La Anthony, City Girls и Эстер Дин. Песня «Melanin» была номинирована на премию BET Awards 2020 в категории Her Award. Журнал New African Magazine назвал Нионго одной из 100 самых влиятельных африканцев 2019 года.
Нионго впервые появилась на обложке британского журнала Vogue в феврале 2020 года. В марте 2020 года она попала в список «50 самых влиятельных женщин Африки» по версии журнала Forbes.

## Фильмография

### Кино
| Год  | Название на русском               | Название на английском           | Роль                                          | Примечания                    |
| ---- | --------------------------------- | -------------------------------- | --------------------------------------------- | ----------------------------- |
| 2008 | Ист-Ривер                         | East River                       | F                                             | Короткометражный фильм        |
| 2013 | 12 лет рабства                    | 12 Years a Slave                 | Пэтси                                         |                               |
| 2014 | Воздушный маршал                  | Non-Stop                         | Гвен Ллойд                                    |                               |
| 2015 | Звёздные войны: Пробуждение силы  | Star Wars: The Force Awakens     | Маз Каната                                    | Озвучивание / Захват движения |
| 2016 | Книга джунглей                    | The Jungle Book                  | Ракша                                         | Озвучивание                   |
| 2016 | Королева из Катве                 | Queen of Katwe                   | Накку Харриет                                 |                               |
| 2017 | Звёздные войны: Последние джедаи  | Star Wars: The Last Jedi         | Маз Каната                                    | Озвучивание / Захват движения |
| 2018 | Чёрная пантера                    | Black Panther                    | Накиа                                         |                               |
| 2019 | Маленькие чудовища                | Little Monsters                  | Мисс Одри Кэролайн                            |                               |
| 2019 | Мы                                | Us                               | Аделаида Уилсон / Рэд                         |                               |
| 2019 | Звёздные войны: Скайуокер. Восход | Star Wars: The Rise of Skywalker | Маз Каната                                    | Озвучивание / Захват движения |
| 2022 | Код 355                           | The 355                          | Хадиджа Адиеме                                |                               |
| 2022 | Чёрная пантера: Ваканда навеки    | Black Panther: Wakanda Forever   | Накиа                                         |                               |
| 2024 | Тихое место: День первый          | A Quiet Place: Day One           | Сэм                                           |                               |
| 2024 | Дикий робот                       | The Wild Robot                   | ROZZUM-7134 («Роз») / ROZZUM-6262 («Находка») | Озвучивание                   |
| 2026 | Одиссея                           | The Odyssey                      |                                               | В производстве                |

### Телевидение
| Год        | Название на русском                  | Название на английском            | Роль       | Примечания                                               |
| ---------- | ------------------------------------ | --------------------------------- | ---------- | -------------------------------------------------------- |
| 2009-12    | Шуга                                 | Shuga                             | Айира      | 5 эпизодов                                               |
| 2017-18    | Звёздные войны: Силы Судьбы          | Star Wars Forces of Destiny       | Маз Каната | 33 эпизода                                               |
| 2018       | Звёздные войны: Повстанцы            | Star Wars Rebels                  | Маз Каната | Архивная запись; Эпизод: «Мир между мирами»              |
| 2019       | Женщины-воительницы с Лупитой Нионго | Warrior Women with Lupita Nyong’o | Ведущая    | Документальный сериал                                    |
| 2019—н. в. | Серенгети                            | Serengeti                         | Рассказчик | Документальный сериал                                    |
| 2021       | Марте виднее                         | Martha Knows Best                 | Она сама   | Эпизод: «Paths»                                          |
| 2021       | Супер Сема                           | Super Sema                        | Сема       | Исполнительный продюсер; озвучивание (4 эпизода)         |
| 2021       | Кто Ты, Чарли Браун?                 | Who Are You, Charlie Brown?       | Рассказчик | Документальный сериал                                    |
| 2022       | Отдел кадров                         | Human Resources                   | Аша        | Озвучивание; Эпизод: «International Creature Convention» |
| 2023       | Большой рот                          | Big Mouth                         | Аша        | Озвучивание; Эпизод: «The International Show»            |

### Видеоигры
| Год  | Название на русском                   | Название на английском            | Роль       | Примечания |
| ---- | ------------------------------------- | --------------------------------- | ---------- | ---------- |
| 2016 | Lego Звёздные войны: Пробуждение силы | Lego Star Wars: The Force Awakens | Маз Каната |            |

### Член съёмочной группы
| Год  | Название на русском        | Название на английском     | Позиция                                  | Примечания           |
| ---- | -------------------------- | -------------------------- | ---------------------------------------- | -------------------- |
| 2005 | Преданный садовник         | The Constant Gardener      | Помощник продюсера                       |                      |
| 2006 | Тёзка                      | The Namesake               | Помощник продюсера                       |                      |
| 2007 | Где Бог оставил Свою Обувь | Where God Left His Shoes   | Помощник продюсера                       |                      |
| 2009 | В моих генах               | In My Genes                | Режиссёр, сценарист, продюсер и редактор | Документальный фильм |
| 2009 | «The Little Things You Do» | «The Little Things You Do» | Режиссёр                                 | Музыкальное видео    |

### Театр
| Год  | Название        | Роль                | Режиссер   | Театр               | Примечания                                                  |
| ---- | --------------- | ------------------- | ---------- | ------------------- | ----------------------------------------------------------- |
| 2015 | Eclipsed        | Неназванная девушка | Лизл Томми | The Public Theater  | Офф-Бродвей 29 Сентября 2015 — 29 ноября 2015               |
| 2016 | Eclipsed        | Неназванная девушка | Лизл Томми | John Golden Theatre | Бродвей 23 февраля 2016 — 19 июня 2016                      |
| 2021 | Romeo Y Julieta | Джульетта           | Сахим Али  | The Public Theater  | Офф-Бродвей (радиопостановка) 18 марта 2021 — 18 марта 2022 |